# Délibáb (folyóirat, 1992–)

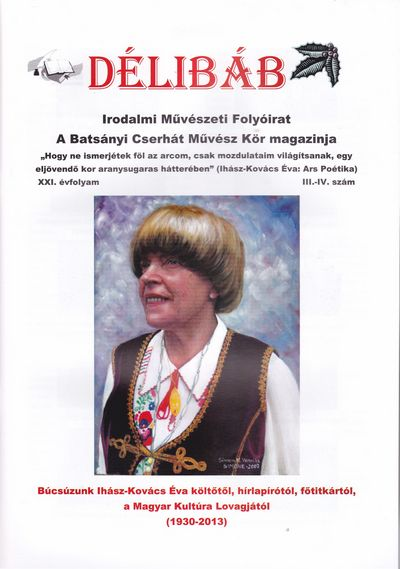
Délibáb

A Délibáb folyóirat a Cserhát Művészkör hivatalos művészeti lapja.
ISSN száma: 1218-8131.

## Története
1992 őszén alapította Lovag Ihász-Kovács Éva költő, lovag Bornemisza Attila író. Az első szám 1992 karácsonyán jelent meg.

1996-ig a Tinódi Klub Cserhát Művész Körének lapja, 1996 szeptemberétől a Cserhát Művészkör hivatalos, egyetlen lapja.
Nevének értelmezése: „egyelőre még csak délibábos látomások vannak a jövőről, és ez addig lesz amíg nem stabilizálódik minden téren az irodalmi, művészeti élet.”
A lap kulturális, képzőművészeti témákat dolgoz föl, a politikától teljesen függetlenül működik, nem tesz különbséget jobb vagy bal oldal között, nem keresi a pártok kegyeit, és nem foglalkozik politikai ügyekkel. Az első számokat az ART XXI. Művészetpártoló alapítvány támogatta, majd a Takarékszövetkezetek Országos Szövetsége, később a Biró Family kiadó és nyomda, a Nemzeti Alapítvány, a Holland Királyság nagykövetsége, az Ab Aeternó Kiadó, és az Uránusz kiadó 2002-ig. 2002-től egyedül, segítség nélkül a Cserhát Művészkör adja ki.
Újabban a Média és Hírközlő tanács engedélyével a 01-02-0007178 számon van nyilvántartva.

## Tematikája
A folyóirat témái: Versek, novellák, esszék, recenziók, grafikák, próza, jelenkori irodalom, formai tervezés, népművészet, fotó tölti ki.
- A rovatok munkatársai
  - Bornemisza Attila: felelős főszerkesztő
  - Dezső Ilona Anna főmunkatárs
  - Kecskés Borbála
  - Kovács Daniela tudósító
  - Simon M. Veronika: képzőművészet
  - Béres Sarolta tudósító (Dombóvár)
  - Bornemisza Attila: esztétika
  - Tóthné Tálas Angéla műfordítás
- További munkatársak
  - Képzőművészet: a nagy kortársak közül Geiszler József, Somogyi István, Simon M. Veronika, Holló Ila, Sándor Irén, Koncz Eta, Kapu Júlia Zsüllen, Vagyóczki Kata, Kotaszek Hedvig, V.Hedrik Judit, Sike Márta Magdolna, Gógucz Nóra, Mogyorossy Miklós, Gujás Márta, Szücs Zoltán, Péch Béla, Just Krisztina, Szalay Zsuzsánna, Sára Judit népművész, Zsüllen, stb. szerepeltek a lapban.
  - Irodalomtörténet: Eddig Hegedüs Géza, Páskándi Géza, Márai Sándor, Kassák Lajos, Cserhát József, Bornemisza Barnabás János, Tandori Dezső Fodor András, Ihász-Kovács Éva, Simor András, Baranyi Ferenc, Takács Tibor, Czigány György, Sebeők János, Sebők Éva írókról archivált a lap.
  - Megjegyzés: A lapnak van internetes változata is: delibab-cserhat.hu, melyre a vendégrovatban bárki feltehet verset, képet vagy egyéb művészeti alkotást.

## Terjesztése
- Írók boltja
- Kelló
- Könyváruházak
- Cserhát Művészkör rendezvényei, fesztiváljai, tagság megrendelései

### Olvasható
- Petőfi Irodalmi Múzeum
- Fővárosi Szabó Ervin Könyvtár
- Országos Széchényi Könyvtár
- MÚOSZ
- Történelmi Szent Lázár Katonai és Ispotályos Lovagrend Máltai ágának Kancelláriáján
- Battyhány Kulturpressz Kft. Budapest
- Írók boltja (Budapest)
- Rendezvényeken
- Balatonfüred Városi Könyvtár